# Édouard Cortès (peintre)
Pour les articles homonymes, voir Édouard Cortès et Cortés.
Édouard-Léon Cortès, né le 6 août 1882 à Lagny-sur-Marne et mort le 26 novembre 1969, est un peintre post-impressionniste français.

## Biographie
Édouard Cortès est le fils d'Antonio Cortés y Aguilar (1827-1908), peintre réputé de la cour espagnole, et le petit-fils d’André Cortès, artisan.
Il étudie à Paris à l’École nationale supérieure des beaux-arts de 1899 à 1904 et expose pour la première fois au Salon des artistes français de 1902 où il présente des rues de Paris la nuit : tableaux qui lui permettent de rencontrer le succès[réf. souhaitée]. Il devient membre de la Société des artistes français et il y expose ses tableaux tous les ans. En 1900, il fait la connaissance à Lagny de Marie-Edmond Höner qui vient d'y fonder une association artistique.
En 1915, il reçoit une médaille d’argent au Salon des artistes français et une médaille d’or au Salon des indépendants. Il peint essentiellement des paysages parisiens où il a le plus souvent recherché les effets du moment de la journée ou de la nuit, les effets de la météorologie, des saisons : le matin, le soir, la pluie, la neige, etc. Ses vues parisiennes s'inscrivent dans la lignée de celles d'Eugène Galien-Laloue (1854-1941).
Toute sa vie, il a cherché à améliorer son style et sa technique.
À l’inverse de ses contemporains, il n’a pas offert ses services de maître, même si de nombreux artistes ont prétendu avoir étudié à ses côtés.
En 1927, il expose au Salon des indépendants les toiles Coin de Paris et Effet de lumière, en 1928 Intérieur en Bretagne (deux toiles) et, en 1929, Soir en Bretagne et Effet de lampe.